# Glatt Unternehmensgruppe
Die Glatt-Gruppe wurde im Jahr 2010 als Weltmarktführer gelistet für integrierte Prozesslösungen zur Entwicklung, Veredelung und Herstellung von Pulvern für die pharmazeutische, Lebensmittel-, Futtermittelindustrie sowie die feinchemische Industrie. Die Kunden kommen aus der pharmazeutischen, Lebensmittel-, Futtermittelindustrie sowie die feinchemische Industrie. Das Unternehmen mit Hauptsitz in Binzen hat weltweit rund 3000 Mitarbeiter in 15 Niederlassungen.

## Geschichte
Gegründet 1954 von Werner Glatt (1922–2014) in Weil-Haltingen, war das Unternehmen anfangs noch aktiv im Bau von Ofenrohren, Lüftungssystemen sowie Entstaubungsanlagen. Die erste industriell nutzbare Wirbelschichtanlage entwickelte das Unternehmen im Jahre 1959 für die pharmazeutische Industrie. Diese Systeme wurden ständig weiterentwickelt; zum Trocknen kamen das Granulieren, dann das Coaten und schließlich das Pelletieren. 1959 erwarb die Firma Glatt das Areal und die Gebäude der alten Bühlmühle in Binzen, dem Heimatort Werner Glatts, wo sich heute noch der Hauptsitz der Unternehmensgruppe befindet. Mittlerweile gibt es weltweit 15 Standorte.

## Bereiche
Das Unternehmen operiert in vier Kernbereichen: Pharmaceutical Services, Process Technology Pharma, Process Technology Food, Feed & Fine Chemicals und Process & Plant Engineering zu einem integrierten Lösungsportfolio. Weiterhin entwickelt das Unternehmen pharmazeutische Produkte, wie Pellets, Granulate, Tabletten und Kapseln.

## Produkte und Dienstleistungen
Die Produktpalette der Unternehmensgruppe umfasst Batch- und kontinuierliche Wirbelschichtanlagen (für Trocknung, Granulation, Partikelcoating, Pelletisierung), Strahlschichtanlagen (für Trocknung, Granulation, Agglomeration oder Partikelcoating), Vertikalgranulatoren (für Nassgranulation), Trommelcoater (für Film- und Zuckercoating), Extruder, Pelletiere und Ausrüstungen für das Materialhandling.

## Unternehmen

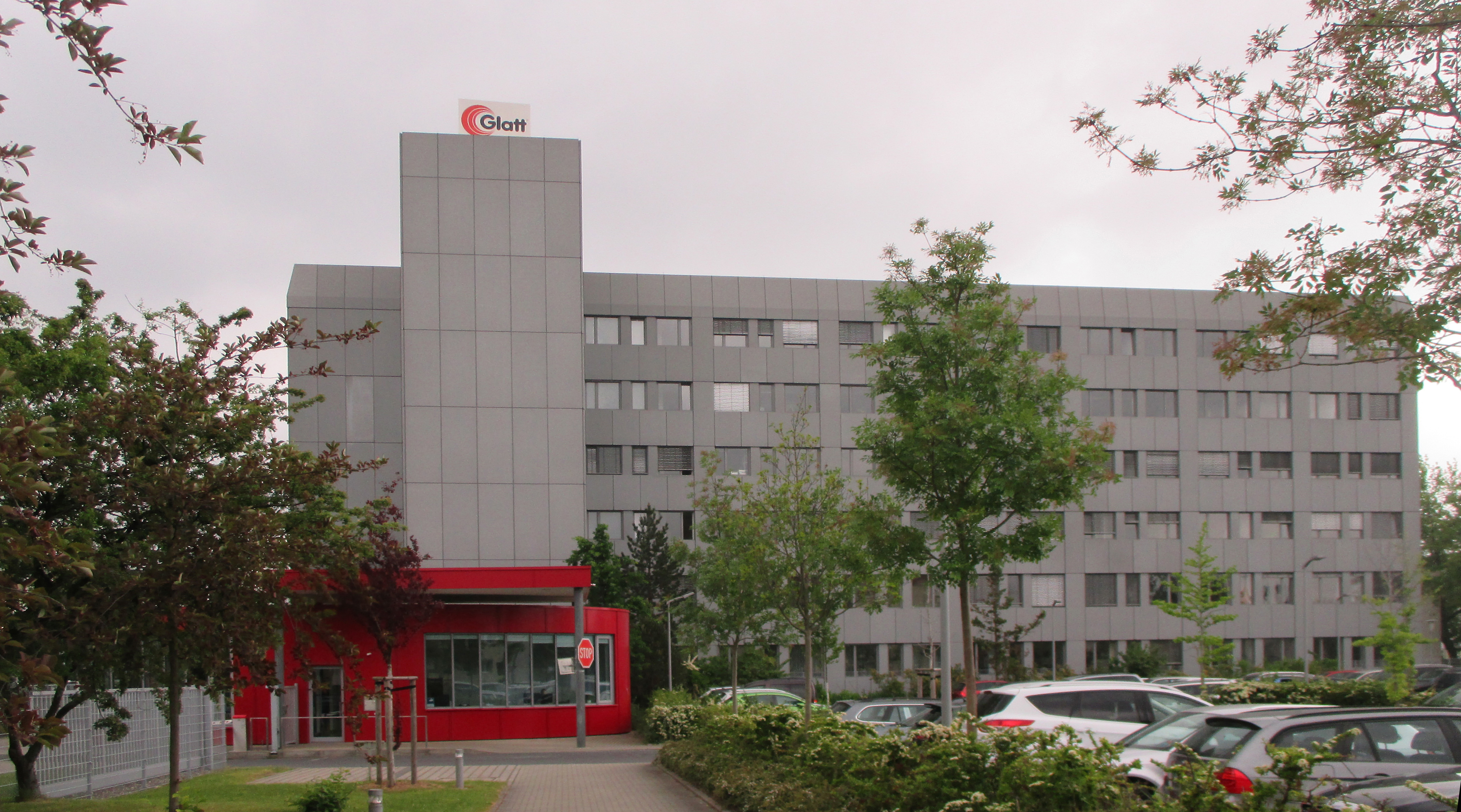
Niederlassung Glatt Dresden

### Struktur
Zur Glatt-Unternehmensgruppe gehören u. a.:
- Glatt GmbH (Binzen / Deutschland)
- Glatt Pharmaceutical Services GmbH & Co KG (Binzen / Deutschland)
- Glatt Maschinen- & Apparatebau AG (Pratteln / Schweiz)
- Glatt Ingenieurtechnik GmbH (Weimar / Deutschland & Wiesbaden / Deutschland & Dresden / Deutschland)
- Glatt Systemtechnik GmbH (Dresden / Deutschland)
- Glatt Air Techniques Inc. (Ramsey / USA)
- Glatt Protech Ltd. (Broughton Astley / Vereinigtes Königreich, Cork / Irland)
- Glatt Ingenieurtechnik GmbH (Moskau/Russland)
- Glatt Pharma spol. s r.o. (Hradec Králové / Tschechische Republik)
- Glatt Ilaç Üretim Makineleri Satış ve Servis A.S. (Istanbul / Türkei)
- Glatt (India) Engineering Pvt. Ltd. (Neu-Delhi / Indien)
- Glatt Systems Pvt. Ltd. (Pune / Indien, Mumbai / Indien)

Das 1983 eröffnete Verkaufs- und Servicecenter Glatt Pharmatech SASU (Dijon / Frankreich) wurde 2013 geschlossen.

### Partnerschaften
Seit April 2011 gehört die Glatt Unternehmensgruppe der Allianz Excellence United an, einer Partnerschaft aus vier technisch führenden Familienunternehmen des Spezialmaschinenbaus für die Pharma-, Medizintechnik- und Prozessindustrie. Die Allianz besteht neben der Firma Glatt noch aus den Unternehmen Fette Compacting, Harro Höfliger und Uhlmann, wobei jede dieser Firmen Marktführer auf ihrem Gebiet ist.